# جورج إتش. براون
جورج إتش. براون هو محامي وسياسي أمريكي، ولد في 6 يناير 1818 في غلوكستير في الولايات المتحدة، وتوفي في 26 سبتمبر 1885 في بروفيدنس في الولايات المتحدة. نشط حزبياً في الحزب الديمقراطي. وقد انتخب عضو مجلس النواب الأمريكي ‏.